# Johann Molner
Johann Molner, zuweilen auch Moller († 1. Januar 1540 in Speyer) war Zisterzienser und letzter regierender Abt des Klosters Neuenkamp im heutigen Franzburg, Mecklenburg-Vorpommern. 

## Leben und Wirken

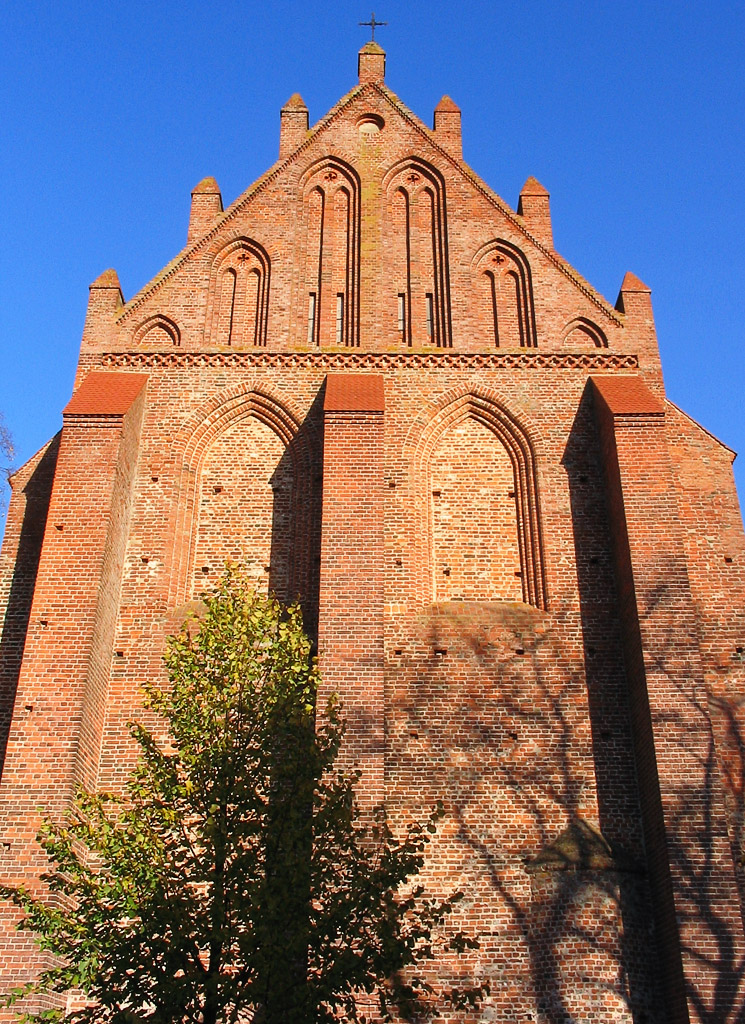
Klosterkirche Neuenkamp

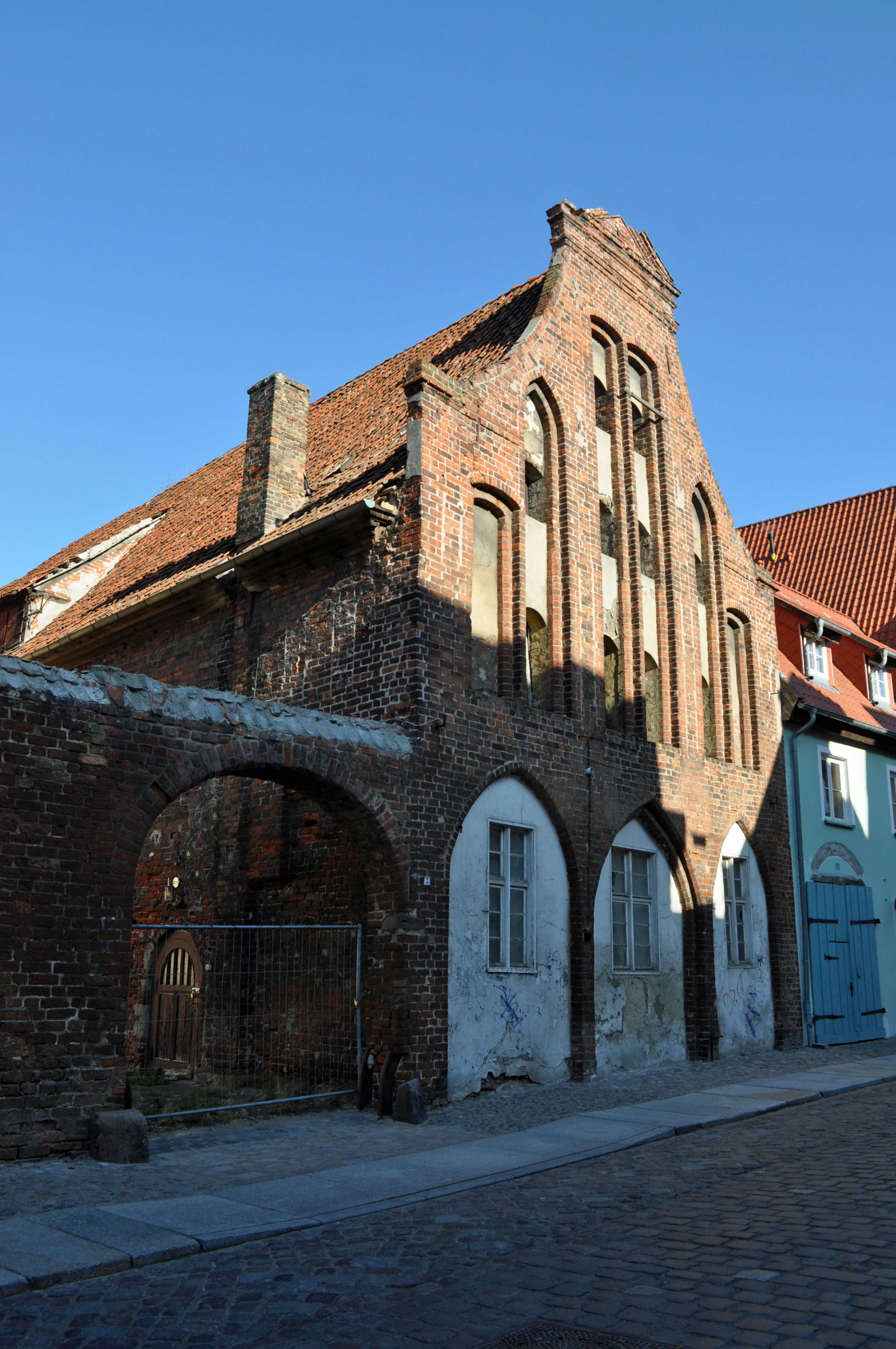
Kampischer Hof Stralsund, 1535 das Domizil von Abt Johann Molner

Molner war katholischer Priester und gehörte dem Zisterzienserorden an. Ab 1533 amtierte er als Abt des bedeutenden Klosters Neuenkamp. Er nannte sich seither Johann IV. von Neuenkamp. 
Der Landesherr Herzog Philipp I. von Pommern-Wolgast führte 1534 in seinem Territorium die Reformation ein und ließ auch die Klöster aufheben. Molner war ein vehementer Verfechter des alten Glaubens.  Man nötigte ihm am 8. Mai 1535 einen Vertrag ab, in dem er das Kloster zur Auflösung übergab, jedoch für sich und seine Mitbrüder gewisse Rechte sicherte. Vertragsgemäß begab er sich danach in den klostereigenen Kampischen Hof nach Stralsund, wo er fortan residieren sollte. 
Schon bald stellte sich heraus, dass wesentliche Vertragsvereinbarungen seitens der Regierung missachtet wurden. Außerdem brachte sie auch liturgische Gegenstände, wie kostbare Messgewänder und Kirchengeräte in ihren Besitz. Von Stralsund aus erhob Molner im Oktober 1535 u. a. Beschwerde bei der Pommerschen Ritterschaft und widerrief schließlich den Vertrag, unterstützt von König Ferdinand I. Er wandte sich ans Reichskammergericht zu Speyer und erlangte dort am 23. November des Jahres ein Klagemandat. Stralsund wies Johann Molner aus und man drohte ihm mit Verhaftung. Daraufhin verließ er um die Jahreswende 1535/36 die Stadt und begab sich nach Speyer ins Exil, wo er die Verhandlungen vor dem Reichskammergericht persönlich betrieb. 
Die Klage um Wiederherstellung der Abtei Neuenkamp verlief letztlich ergebnislos. Um sich gegen das drohende Eingreifen der Reichsgewalt zu schützen, trat Pommern jedoch wegen dieser Angelegenheit dem Schmalkaldischen Bund bei.

## Tod
Im Verlauf seiner Bemühungen und während des schwebenden Verfahrens starb Johann Molner am 1. Januar 1540 in Speyer. Er wurde im Speyerer Dom beigesetzt (vermutlich im Kreuzgang, beim noch erhaltenen Ölberg). Das Sterbedatum und der Begräbnisort sind festgehalten im jüngeren Seelbuch der Kathedrale, wo auch vermerkt ist, dass er dort für sich ein Jahrgedächtnis gestiftet hatte.